# دوریس ویشمن
دوریس ویشمن (انگلیسی: Doris Wishman؛ ۱ ژوئن ۱۹۱۲ – ۱۰ اوت ۲۰۰۲) کارگردان فیلم، تهیه‌کننده و نویسنده اهل ایالات متحده آمریکا بود.
او یکی از کارگردانان مشهور فیلم‌های سکسنتفاعی و فیلم‌های حاوی برهنگی بود. از فیلم‌های او می‌توان به برهنه بر ماه اشاره کرد.